# محمد هادي معرفة
محمد هادي بن علي بن الميرزا محمد علي معرفة (1930 كربلاء – 2006 قم)، عالم ورجل دین شیعي. من أحفاد الشیخ عبد العالي المیسي، صاحب الرسالة المیسیة. وسبق أن كان من أعضاء جماعة مدرّسي الحوزة العلمیة في قم. ألف کتبا في حقل الدراسات القرآنیة مثل «التمهید في علوم القرآن» و«صیانة القرآن من التحریف» و«التفسیر والمفسّرون في ثوبه القشیب» و«شبهات وردود حول القرآن الکریم» و«التفسیر الأثري الجامع».

## دراسته وتدريسه
درس في الحوزة العلمیة. ومن أجل الاستفادة من دروس الخوئي توجّه إلی الحوزة العلمیة في النجف. وبعد ذلك التحق بالحوزة العلمیة في مدینة قم، وبعد فترة زمنیة شارك في دروس میرزا هاشم الآملي، وبعدها بدأ تدریسه کأستاذ رسمي في الحوزة العلمیة في قم.

## أساتذته
تعلّم هادي معرفة جامع المقدّمات في مکتب التعلیم لدی علي أکبر النائیني، بینما تعلّم قسماً من الدروس التمهیدیة لدی والده، ودرسَ السیوطي لدی سعید التنکابني، بینما تعلّم المغنی والمعالم والکفایة لدی محمد حسین المازندراني. ولأجل تعلّم کتاب المطوّل التحق بدروس أدیب النیشابوري، کما درس قسماً من القوانین عند حسن آقامیر. وثم درس دورة في الأصول العالیة وقسماً من دورة الاجتهاد لدی یوسف البیارجمندي الخراساني. وبعد دخوله الحوزة العلمیة في النجف، التحق بدروس أبو القاسم الخوئي حیث تعلّم منه دورة کاملة من الأصول وقسم من الفقه. کما أنّه التحق بدروس لعلماء کبار مثل آقا میرزا باقر الزنجاني وحسین الحلي والسیّد فاني، وطوال مدّة وجوده في النجف کان یحرص علی الحضور في دروس روح الله الخميني. وبعد هجرته إلی مدینة قم، التحق بدروس میرزا هاشم الآملي لمدّة سنتین، وبعد ذلك استمرّ في التدریس بینما کان منشغلاً بالتألیف أیضاً.

## تلامذته
من تلامذته:
- محمّد علي رضائي الإصفهاني.
- عبد الكريم بهجت بور
- محمّد خطّاط النائيني.
- عباس البحراني.
- علي النصيري.
- إبراهيم الثقفي.
- فاكر ميبدي.

## مؤلفاته
حینما کان في مدینة کربلاء، شارك مع مجموعة من أساتذة الحوزة، کمحمد الشیرازي وعبد الرضا الشهرستاني ومحمد علي البحراني ومحمد باقر المحمودي، بإصدار مجلة حملت اسم «أجوبة المسائل الدینیة». خلال طوال سنوات الدراسة وبعدها کان هادي معرفة منهمکاً في تدریس العلوم الدینیة في الحوزات العلمیة في مدن کربلاء والنجف وقم.
وحصل علی کرسي للتدریس في المعاهد الحوزویة والجامعات.
وله آثار متعددة فی حقل التفسیر والعلوم القرآنیة. فبعض مؤلفاته عبارة عن:
- التمهید في علوم القرآن (في عشرة أجزاء).
- صیانة القرآن من التحریف (في الدفاع عن حُرمة القرآن وحمایة کرامته).
- تلخیص التمهید.
- التفسیر والمفسّرون في ثوبه القشیب (مجلّدان).
- شبهات وردود حول القرآن.
- التفسیر الأثري الجامع (في أربعة أجزاء).
- العلوم القرآنیة.
- تاریخ القرآن.
- التأويل في مختلف المذاهب والآراء
- تعلیم العلوم القرآنیة.
- تناسخ الأرواح.
- ولایة الفقیه أبعادها وحدودها.
- المجتمع المدني (مجموعة مقالات).
- مالکیة الأرض.
- الأحکام الشرعیة (الرسالة العملیة).
- تمهید القواعد (تقریرات دروس آیة الله الخوئي).
- حدیث لاتُعاد.
- حدیث من زاد في صلاته.

## وفاته
توفّي في 29 من ذي الحجّة سنة 1427 هـ، بمدينة قم، ودفن بجوار مرقد فاطمة بنت موسى الكاظم.

## وصلات خارجية
- كتاب شبهات وردود حول القرآن الكريم
- التفسير والمفسرون في ثوبه القشيب